# Starotoeroechansk
Starotoeroechansk (Russisch: Старотуруханск; "Oud-Toeroechansk"), oorspronkelijk Nieuw-Mangazeja (Новая Мангазея; Novaja Mangazeja) en tussen 1780 en 1917 Toeroechansk (Туруханск) genoemd, is een dorp (selo) in het buitengebied van het district Toeroechanski van de Russische kraj Krasnojarsk. Het ligt aan de rivier de Toeroechan (meer bepaald aan haar stroombedding Nikolski sjar), iets voor haar instroom in de Jenisej, 1474 kilometer ten noorden van Krasnojarsk. De oudere naam Toeroechansk is overgegaan op het dorp Toeroechansk 35 kilometer zuidelijker. Het dorp ligt  in een moerassig en overstromingsgevoelig gebied en is enkel tijdens de korte zomer over de rivier bereikbaar.

## Geschiedenis

### Ontstaan en  bloei
De plaats werd in 1607 gesticht als het winterkamp (зимовье) Toeroechansk door Davyd Zjerebtsov en Koerdjoek Davydov, 2 vojevoda's uit de oejezd Mangazeja. Het was een van de eerste Russische nederzettingen in Siberië en lag aan een van de Siberische waterwegen (van de Taz naar de Jenisej).
Na de eerste grote brand in Mangazeja in 1619, trokken een aantal Mangazeërs naar de plek en stichten er een stad. De verwoestende branden van Mangazeja in 1642 en 1662 en de daaropvolgende bezetting door de streltsy leidden in 1668 tot de uiteindelijke verlating van Mangazeja en de verhuizing van de bewoners en de streltsy naar Toeroechansk. In 1670 werd door Danil Naoemov ook het kantoor van de vojevoda vanuit Mangazeja naar deze plaats overgebracht , waarop de plaats vanaf 1672 de naam Nieuw-Mangazeja kreeg.
Tussen 1672 en 1677 liet Naoemov naar model van het kremlin van Mangazeja en met elementen van het kremlin van Tobolsk een nieuw kremlin of ostrog met houten pallisadewanden tot 6 meter hoog en vier 15 meter hoge hoektorens met tentdaken en kanonnen bouwen. Dit waren de hoogste hoektorens van heel Siberië. De poorttoren was dusdanig solide gebouwd, dat deze er meer dan 100 jaar heeft gestaan. Binnen dit houten fort bevonden zich de pakhuizen, de bestuurspost en de Sint-Nikolaaskapel (later herbouwd als kerk). Naast het kremlin ontstond een posad, waar in de tweede helft van de 17e en tijdens de gehele 18e eeuw een van de grootste jaarmarkten van Siberië werd gehouden met handelaren en kooplui uit heel Rusland. Dit kwam door de overvloed aan sabelmarters en onderworpen 'inorodtsy' rond de plaats, die jasak moesten afdragen. De markt begon op 29 juni (de naamdag van de heilige Petrus en Paulus) en duurde twee weken. De Gostiny Dvor telde 25 winkels. Daarnaast werden er veel tijdelijke winkels en kraampjes gebouwd in een open gebied en op ongeveer 25 wersten van de stad was er een markt op schepen en boten. In het wapen van Toeroechansk uit 1804 is een sabelmarter te zien als verbeelding van de vroegere levendige handel in huiden in de plaats. In 1739 telde de plaats volgens een reisbeschrijving 2 kerken en een klokkentoren, beiden in de posad buiten het kremlin. De kapel in het kremlin was verbouwd tot een opberghok. Na een periode van verval werd rond 1765 een nieuwe houten kerk gebouwd, gevolgd door de laat-classicistische stenen Transfiguratiekerk in 1813. In 1829 werd opnieuw een stenen kerk gebouwd, die in 1858 gewijd werd tot kathedraal. In 1912 werd er een houten klokkentoren bij gebouwd. In de jaren 1920 en 1930 werd echter alles verwoest door de sovjets.
Het kremlin werd na een periode van verval in 1776 gesloopt.
In 1735 werd Nieuw-Mangazeja het centrum van de nieuwe oejezd Novomangazeja en vanaf 1780 van de nieuwe oejezd Toeroechan binnen het gouvernement Siberië. In dat jaar werd de plaats omgedoopt tot Toeroechansk. In 1782 werd Toeroechansk het centrum van de okroeg Toeroechan binnen de namestnitsjestvo Tobolsk (tussen 1796 en 1804 binnen de opvolger; het gouvernement Tobolsk).

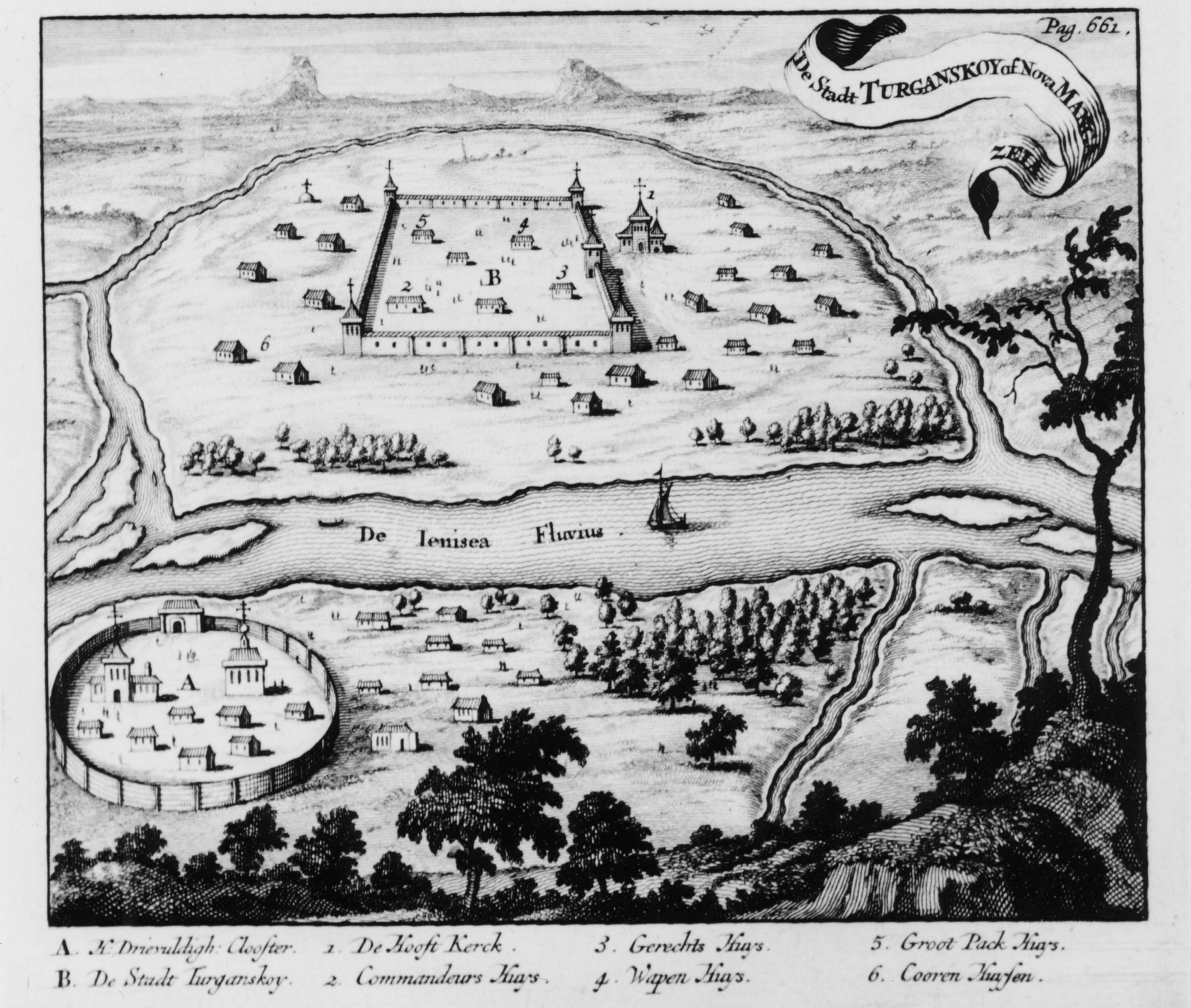
Tekening van de stadt Turganskoy of Nova Mangazeia uit het boek Noord en Oost Tartarye van Nicolaes Witsen (1692). Onder het dorp Monastyrskoje (nu Toeroechansk) en boven de stad Nieuw-Mangazeja of Toeroechansk (nu Starotoeroechansk). In werkelijkheid liggen de plaatsen 35 kilometer uit elkaar.
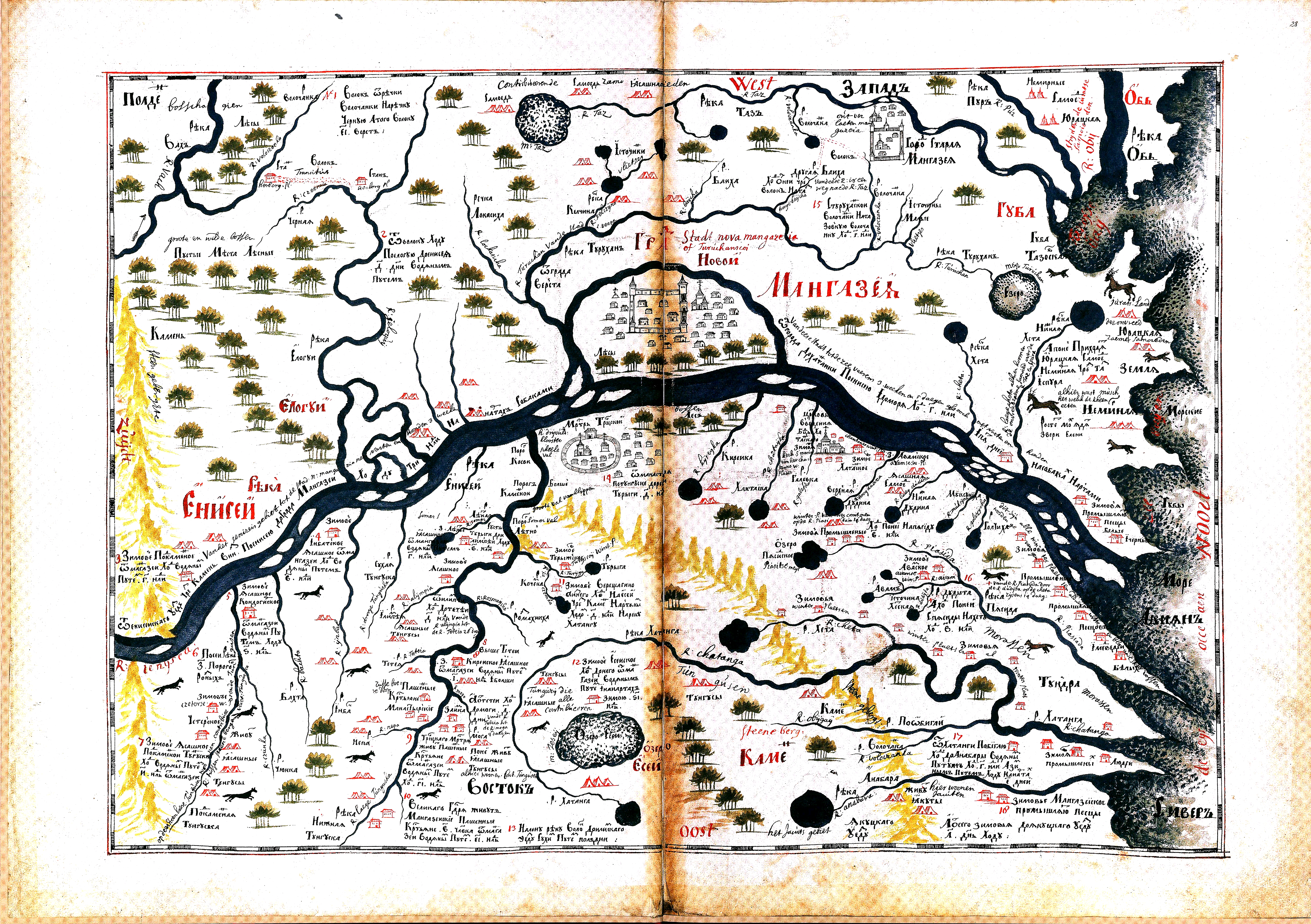
Kaart van de stad Nieuw-Mangazeja met omgeving aan het einde van de 17e eeuw (uit het schetsboek van de Tobolskse bojarenzoon Semjon Remezov uit 1701).
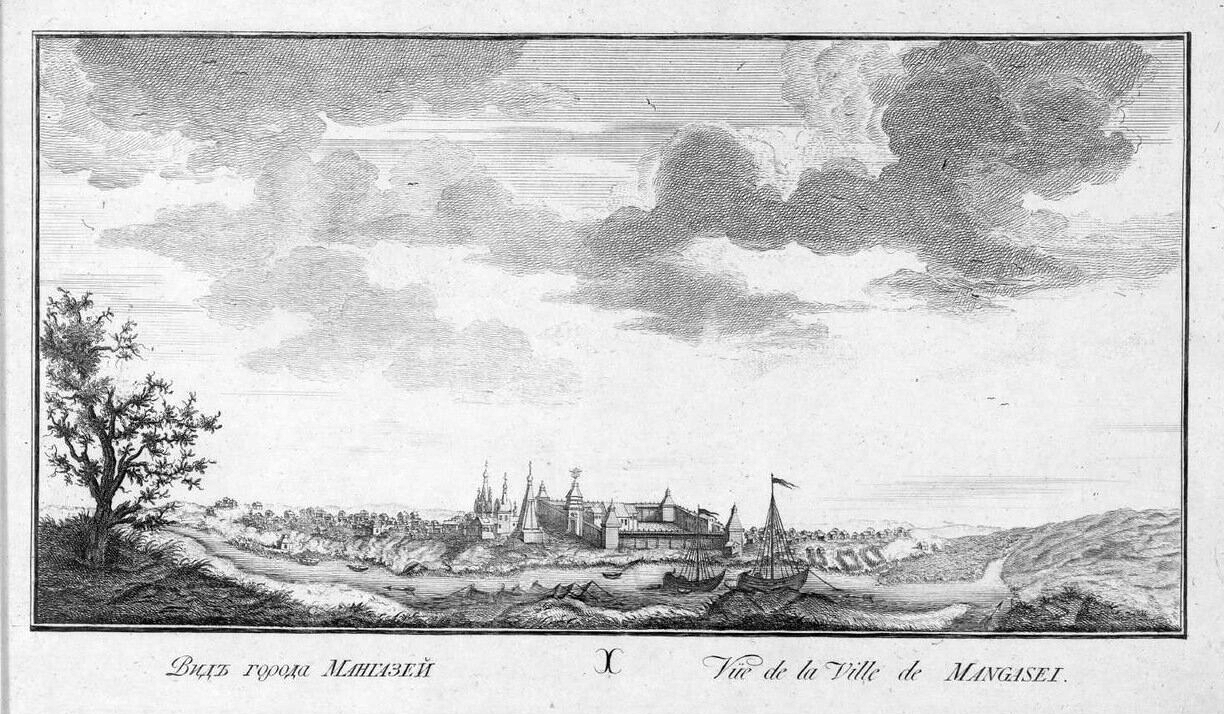
Gezicht op Nieuw-Mangazeja rond 1735. Gemaakt tijdens de Tweede Kamtsjatka-expeditie door Johann Wilhelm Lursenius.
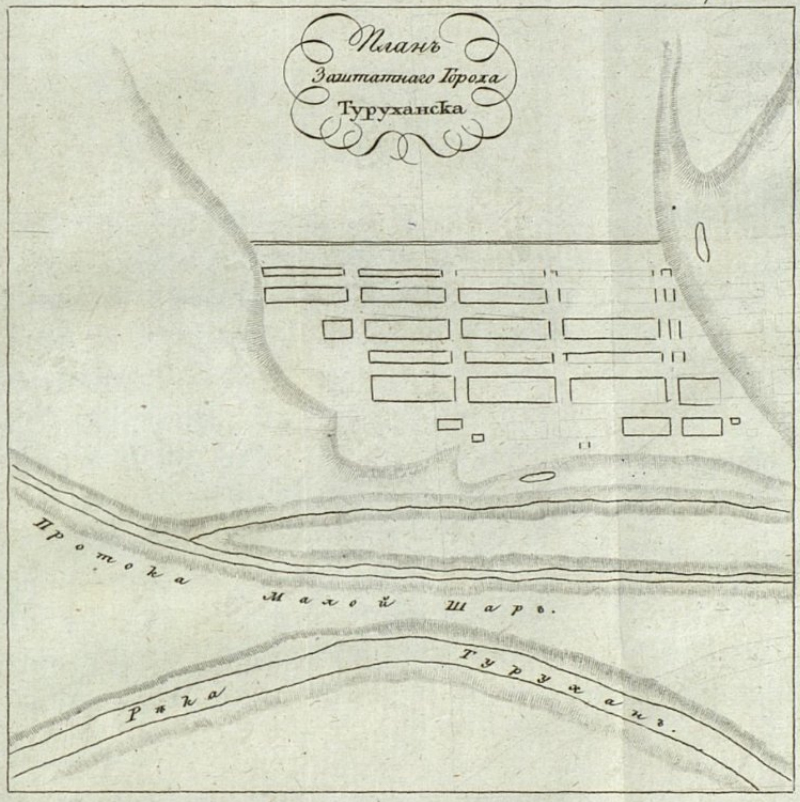
Stadsplattegrond uit 1831

### Verval
In 1822 kreeg Toeroechansk echter de status van zasjtatny gorod (stad zonder bestuursfuncties) binnen de oejezd Jenisej binnen het gouvernement Jenisej en verlieten de overheidsfunctionarissen de stad. Vanaf dat moment raakte de handel in de plaats in verval en trokken de inwoners weg naar zuidelijkere gebieden in Siberië. In 1858 werd de plaats het bestuurlijk centrum van de nieuw opgerichte kraj Toeroechan.
In het Russische Rijk en de Sovjet-Unie werd Toeroechansk veel gebruikt als bannelingsoord voor politieke gevangenen. Onder de personen die hierheen werden verbannen waren Julius Martov, Jakov Sverdlov, Jozef Stalin, Marina Tsvetajevas dochter Ariadna Efron en aartsbisschop Loeka Vojno-Jasenetski. De Dekabristenstraat (de belangrijkste straat in het dorp) verwijst naar de Decembristische ballingen die hier begin 19e eeuw naar toe werden verbannen.
Bij de volkstelling van 1897 woonden er nog ongeveer tweehonderd mensen in Toeroechansk. Een reisverslag uit 1898 schrijft over een set van 30 lukraak geplaatste 'miserabele izba's' die verbonden worden door planken over de moerassige bodem. Verder stond er een 'afgeleefde kerk', en weerstation 'van de tweede categorie', een internaat voor de kinderen van inorodtsy en een gevangenis; het 'beste gebouw van de hele regio Toeroechansk'.
Rond 1900 verplaatste het stroomkanaal van de rivier de Toeroechan zich en kwam Toeroechansk steeds meer op een eiland tussen de omringende moerassen en meren te liggen. Tussen 1904 en 1905 werden delen van de plaats verplaatst naar het dorp Monastyrskoje aan de rechteroever van de Jenisej. Op 8 december 1908 vond de 'Toeroechanskopstand' plaats, waarbij 20 politieke ballingen een aantal medestanders bevrijdden, een aantal bewakers doodden en een aantal handelaars beroofden. Ook plunderden ze op 20 december het kantoor van de kanselier en verbrandden ze het archief. De bevolking werd beroofd van paarden, elanden en warme kleren. De ballingen wisten te komen tot Chatanga, maar werden daar verslagen en vervolgens berecht. Daarop werden ook de bestuurlijke en handelsinstellingen overgebracht naar Monastyskoje. In 1909 vond -mogelijk tijdens de eerder genoemde opstand- een grote brand plaats in het dorp, waarbij de helft van de huizen in vlammen opging. In 1912 woonden er nog 127 mensen verdeeld over 47 vervallen izba's. Dat jaar besloot het bestuur om haar gebouwen over te plaatsen naar het dorp Monastyrskoje 35 kilometer zuidelijker aan de andere kant van de Jenisej. De Voorlopige Regering besloot op 11 (24) oktober 1917 om de status van de plaats te wijzigen naar een selo (dorp), met de naam Starotoeroechansk. In juni 1924 werd het gouvernement Jenisej opgeheven en werd het huidige district Toeroechanski gevormd met het centrum in de plaats (Novo)Toeroechansk; de nieuwe naam van het dorp Monastyrskoje. In 1925 werd Starotoeroechansk onderdeel van de kraj Siberië.

### Sovjetperiode
In 1939 werd de kolchoz "Rode Toeroechaan" opgericht in het dorp, die zich richtte op de jacht, landbouw (aardappelen en groenten voor menselijke consumptie en granen voor veevoer), veeteelt (800 koeien, 170 paarden, 500 varkens en een pelsdierfokkerij voor zilvervossen) en visserij. Later werd er ook een sovchoz opgericht. Deze staatsonderneming werd tijdens de Tweede Wereldoorlog tot bloei gebracht door Wolga-Duitsers met veel kennis over de landbouw. In 1958 werden de kolchoz en de sovchoz verenigd. Het staatsbedrijf was ook verantwoordelijk voor de middelbare en kleuterschool, feldsjerpost, uitgaanscentrum en bibliotheek in de plaats. Na verloop van tijd werd het kantoor van de landbouwonderneming echter verplaatst naar het dorp Toeroechansk. In 1993 werd het bedrijf omgezet naar een NV, maar de onderneming bleek niet winstgevend genoeg en in 2002 werd het bedrijf opgeheven. Bij de plaats bevinden zich een vissersbedrijf en een basis voor olie- en gasexploratie.
In de jaren 1950 en in 1969 werden opgravingen georganiseerd om meer te weten te komen over de oude nederzetting. Tussen 2007 en 2013 werd dit onderzoek uitgebreid naar dieper gelegen 17e- en 18e-eeuwse cultuurlagen op de plek van het voormalige kremlin. Daarbij werd in de ruïnes van een laat-18e-eeuwse woning onder andere een stuk berkenbasttekst gevonden met de oudste vermelding in Siberië van het cyrillisch schrift vanaf de letter i (palotsjka) tot het einde van het alfabet. In 2013 werd de plaats daarom aangewezen als archeologisch monument.
Bestuurlijk centrum: Toeroechansk

Alinskoje · Angoeticha · Bachta · Baklanicha · Bor · Farkovo · Gorosjicha · Igarka · Indygino · Janov Stan · Kangotovo · Kellog · Koerejka · Komsa · Kostino · Lebed · Madoejka · Mirnoje · Podkamennaja Toengoeska · Sandaktsjes · Selivanicha · Soechaja Toengoeska · Soemarokovo · Soergoeticha · Sovjetskaja Retsjka · Starotoeroechansk · Svetlogorsk · Tatarsk · Tsjerno-ostrovsk · Verchneimbatsk · Veresjtsjagino · Vorogovo · Zotino